# Svizzera ai XVII Giochi olimpici invernali
La Svizzera partecipò ai XVII Giochi olimpici invernali, svoltisi a Lillehammer, Norvegia, dal 12 al 27 febbraio 1994, con una delegazione di 59 atleti impegnati in dieci discipline.